# Port Edward
Port Edward este un oraș din provincia KwaZulu-Natal, Africa de Sud.